# Cyrtandra buergersiana
Cyrtandra buergersiana är en tvåhjärtbladig växtart som beskrevs av Rudolf Schlechter. Cyrtandra buergersiana ingår i släktet Cyrtandra och familjen Gesneriaceae. Inga underarter finns listade i Catalogue of Life.